# Diadegma pendulum
Diadegma pendulum là một loài tò vò trong họ Ichneumonidae.